# Heby (plaats)
Heby is een plaats in de gemeente Heby in het landschap Uppland en de provincie Uppsala län in Zweden. De plaats heeft 2687 inwoners (2005) en een oppervlakte van 336 hectare.

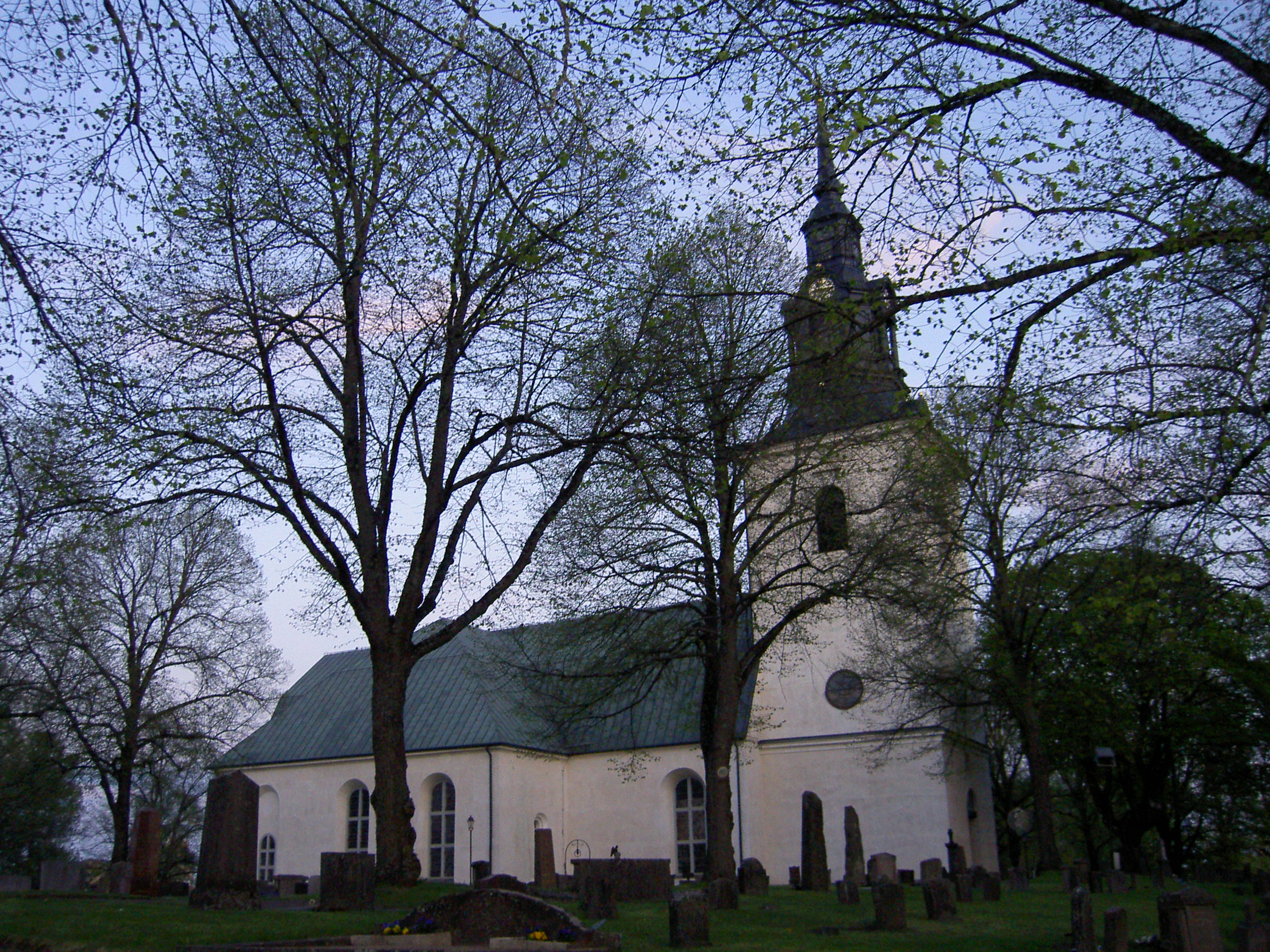
Kerk van Heby
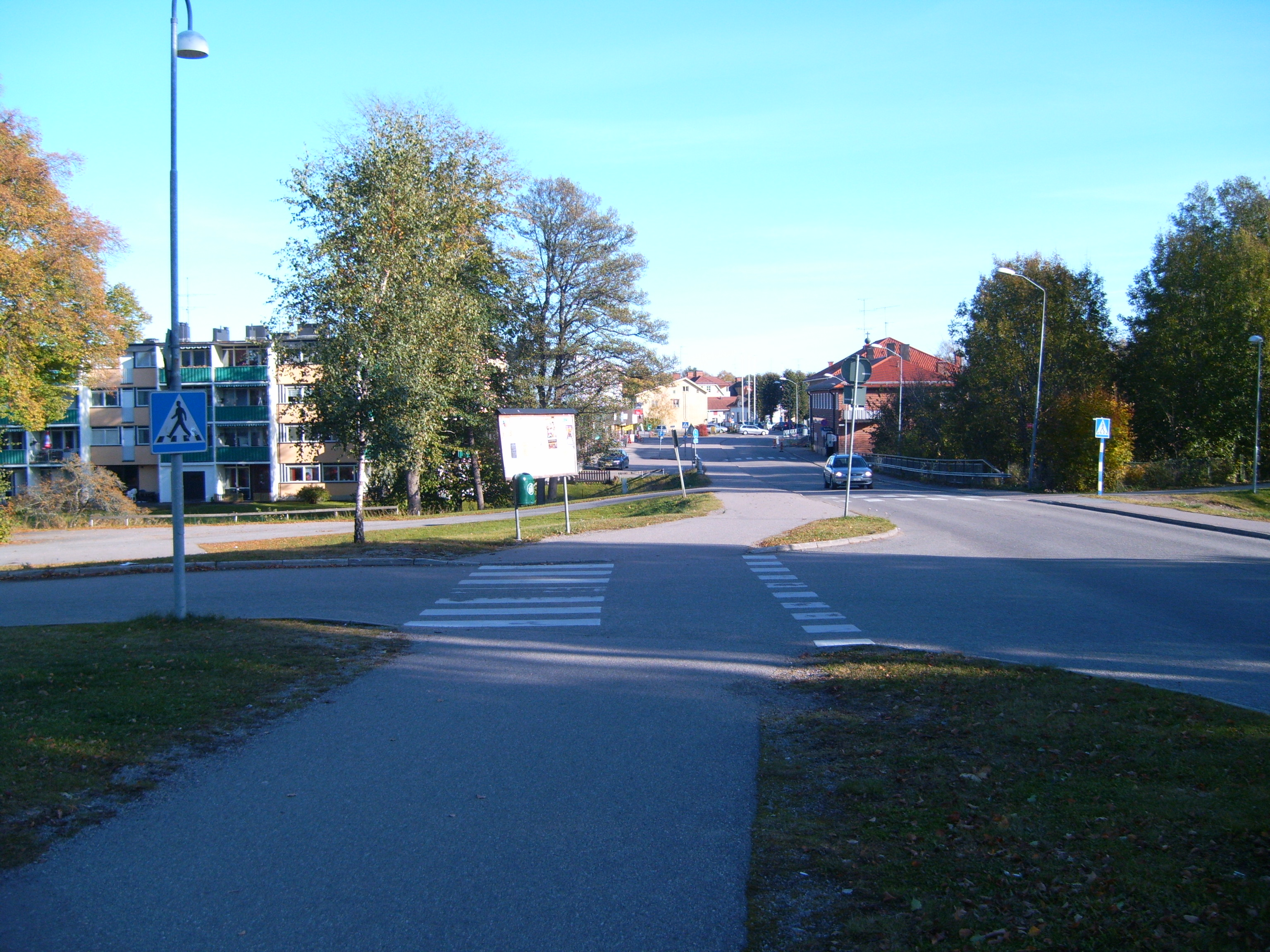
Heby

## Verkeer en vervoer
Bij de plaats lopen de Riksväg 56, Riksväg 72 en Länsväg 254.
De plaats heeft een station aan de spoorlijn Uppsala - Morastrand.